# Élincourt-Sainte-Marguerite
Élincourt-Sainte-Marguerite település Franciaországban, Oise megyében. Lakosainak száma 918 fő (2022. január 1.). Élincourt-Sainte-Marguerite Cannectancourt, Chevincourt, Marest-sur-Matz, Mareuil-la-Motte, Margny-sur-Matz, Thiescourt és Vandélicourt községekkel határos.

## Népesség
A település népességének változása:
| Lakosok száma | 913  | 881  | 877  | 862  | 856  | 857  | 877  | 898  | 918  |
|               | 2013 | 2015 | 2016 | 2017 | 2018 | 2019 | 2020 | 2021 | 2022 |